# Peru International 2010
Die Peru International 2010 im Badminton fanden vom 8. bis zum 11. April 2010 in Lima statt.

## Sieger und Platzierte
| Disziplin    | Gold                          | Silber                          | Bronze                              |
| ------------ | ----------------------------- | ------------------------------- | ----------------------------------- |
| Herreneinzel | Yuichi Ikeda                  | Hiroyuki Saeki                  | Antonio de Vinatea                  |
| Herreneinzel | Yuichi Ikeda                  | Hiroyuki Saeki                  | Daniel Paiola                       |
| Dameneinzel  | Manami Ebuchi                 | Michelle Li                     | Phyllis Chan                        |
| Dameneinzel  | Manami Ebuchi                 | Michelle Li                     | Anne Hald                           |
| Herrendoppel | Adrian Liu Derrick Ng         | Hajime Komiyama Hiroyuki Saeki  | Antonio de Vinatea Martín del Valle |
| Herrendoppel | Adrian Liu Derrick Ng         | Hajime Komiyama Hiroyuki Saeki  | Andrés Corpancho Rodrigo Pacheco    |
| Damendoppel  | Nicole Grether Charmaine Reid | Cristina Aicardi Claudia Rivero | Katherine Winder Claudia Zornoza    |
| Damendoppel  | Nicole Grether Charmaine Reid | Cristina Aicardi Claudia Rivero | Grace Gao Joycelyn Ko               |
| Mixed        | Toby Ng Grace Gao             | Derrick Ng Phyllis Chan         | Mario Cuba Katherine Winder         |
| Mixed        | Toby Ng Grace Gao             | Derrick Ng Phyllis Chan         | Adrian Liu Joycelyn Ko              |